# تاواستیای اصلی

موقعیت تاواستیای اصلی در فنلاند

تاواستیای اصلی (فنلاندی: Kanta-Häme; سوئدی: Egentliga Tavastland) یکی از منطقه‌های فنلاند است که هم‌مرز با منطقه‌های فنلاند اصلی، پی‌ینه تاواستیا، پیرکانما و اوسیما است.